# Opogona isoclina
Opogona isoclina är en fjärilsart som beskrevs av Edward Meyrick 1907. Opogona isoclina ingår i släktet Opogona och familjen äkta malar. Inga underarter finns listade i Catalogue of Life.